# Maya Hawkeová
Maya Hawkeová (celým jménem Maya Ray Thurman Hawke, * 8. července 1998 New York, stát New York) je americká herečka a modelka. Narodila se jako starší ze dvou sourozenců do rodiny herců Umy Thurmanové a Ethana Hawkea.
Televizní kariéru zahájila v roce 2017 vedlejší rolí Jo Marchové v dramatické minisérii BBC Malé ženy, představující adaptaci románu Louisy May Alcottové. Známou se stala rolí Robin Buckleyové ve sci-fi seriálu Stranger Things (2019–dosud) společnosti Netflix, za níž obdržela Cenu Saturn pro nejlepší herečku ve vedlejší roli streamovaného pořadu. Zahrála si také ve filmech Tenkrát v Hollywoodu (2019), Ulice strachu – 1. část: 1994 (2021), Pomsta na druhou (2022), Asteroid City (2023) a Maestro (2023).

## Mládí a vzdělání
Narodila se roku 1998 v New Yorku jako starší ze dvou sourozenců do herecké rodiny Ethana Hawkea a Umy Thurmanové. Rodiče navázali vztah v roce 1997 během natáčení filmu Gattaca. Sňatek se uskutečnil v květnu 1998 a následný rozvod v roce 2005. Mladší bratr se narodil v roce 2002. Prostřednictvím druhého manželství otce s Ryan Shawhughesovou má také dvě poloviční sestry (nar. 2008 a 2011). Další poloviční sourozenkyně (nar. 2012) pochází ze vztahu matky s bývalým snoubencem a francouzským finančníkem Arpadem Bussonem.
Z otcovy strany je pra-pra-praneteří dramatika Tennessee Williamse. Prarodiči z matčiny strany jsou profesor indotibetských buddhistických studií na Kolumbijské univerzitě Robert A. F. Thurman a americko-mexická modelka Nena von Schlebrüggeová. Matka Schlebrüggeové, Birgit Holmquistová, byla také modelkou pózující pro sochu Axela Ebbeho Famntaget, která stojí ve švédském Smygehuku.
V dětství jí byla diagnostikována dyslexie, která měla vliv na časté střídání základních škol, než nastoupila na soukromou školu Svaté Anny v Brooklynu, kladoucí důraz na uměleckou kreativitu a nikoli monotónní školní výuku. Vyrůstání v uměleckém prostředí ji přivedlo k herectví. Letních škol se účastnila v londýnské Královské akademii dramatických umění a v newyorském Hereckém studiu Stelly Adlerové. Na jeden rok se stala posluchačkou hereckého umění na Juilliard School, než se po přijetí role v minisérii Malé ženy rozhodla pro odchod.

## Kariéra

### Modeling
Na začátku modelingové kariéry pózovala, stejně jako matka a babička, pro časopis Vogue. Stala se také tváří kolekce 2016/2017 britského módního maloobchodu AllSaints. V roce 2017 se představila jako jeden z modelů spodního prádla ve videokampani Calvina Kleina, jíž režírovala Sofia Coppola. Opakovaně se objevila jako ambasador značek Prada nebo Calvin Klein. Byla přítomná i na dvou Met Gala, a to v letech 2019 a 2023.

### Herectví
Hawkeová byla režisérkou Sofiou Coppola vybrána do titulní postavy plánované adaptace pohádkového příběhu Malá mořská víla, kterou produkovala studia Universal Pictures. Producenti však upřednostnili herečku Chloë Moretzovou. Tento a další spory vedly Coppolovou k odstoupení z projektu, který následně opustila i Moretzová.
Svůj herecký debut zaznamenala v roce 2017 postavou Jo Marchové v dramatické minisérii Malé ženy společnosti BBC. V září 2018 ztvárnila hlavní roli v thrilleru Ladyworld režírovaném Amandou Kramer. Svou průlomovou roli zaznamenala v roce 2019 ve třetí řadě hororového seriálu Stranger Things, kde ztvárnila roli Robin Buckleyové. Téhož roku také ztvárnila „květinové dítě“ Lindu Kasabianovou v komediálním dramatu Tenkrát v Hollywoodu režírovaném Quentinem Tarantinem a účinkovala v thrilleru Human Capital založeném na stejnojmenné novele Stephena Amidona z roku 2004.
V roce 2020 účinkovala ve filmu Mainstream režisérky Gii Coppolové po boku Andrewa Garfielda. Téhož roku se objevila v hostující roli v páté epizodě minisérie The Good Lord Bird, kde ztvárnil hlavní roli její otec Ethan Hawke. Ztvárnila roli Annie Brownové, dceru postavy svého otce. V červnu 2021 se objevila ve filmu Italian Studies po boku Vanessy Kirby. V lednu 2021 účinkovala v roli Heather v hororovém filmu Ulice strachu – 1. část: 1994 společnosti Netflix.
V roce 2022 ztvárnila hlavní roli v komediálním filmu Pomsta na druhou po boku Camily Mendes. V dubnu 2022 byla obsazena do biografického filmu Maestro režiséra Bradleyho Coopera, který pojednává o životě skladatele Leonarda Bernsteina. V květnu téhož roku bylo oznámeno, že byla obsazena do filmu The Kill Room po boku své matky Umy Thurman a Samuela L. Jacksona. V červenci 2022 ztvárnila hostující roli v seriálu Moon Girl and Devil Dinosaur, který byl uveden v roce 2023. V roce 2023 se objevila se v komediálně-dramatickém filmu Asteroid City režiséra Wese Andersona. Je součástí obsazení animovaného filmu V hlavě 2, který měl premiéru v roce 2024.

### Hudba
Během srpna 2019 vydala dva debutové singly „To Love A Boy“ a „Stay Open“. Na jejich autorství se podílela s písničkářem oceněným Grammy Jessem Harrisem, s plánem nahrání celého studiového alba.
Dne 29. června 2022, spolu s vydáním singlu „Thérèse“, oznámila datum vydání svého druhého alba Moss, které bylo vydáno 23. září 2022.

## Filmografie

### Film
| Rok  | Název                         | Role                 | Poznámky         |
| ---- | ----------------------------- | -------------------- | ---------------- |
| 2018 | Ladyworld                     | Romy                 |                  |
| 2019 | Tenkrát v Hollywoodu          | „květinové dítě“     |                  |
| 2019 | Human Capital                 | Shannon              |                  |
| 2020 | Mainstream                    | Frankie              |                  |
| 2021 | Italian Studies               | Erin                 |                  |
| 2021 | Ulice strachu – 1. část: 1994 | Heather              |                  |
| 2022 | Pomsta na druhou              | Eleanor              |                  |
| 2023 | Asteroid City                 | June Douglas         |                  |
| 2023 | Maestro                       | Jamie Bernsteinová   |                  |
| 2023 | Wildcat                       | Flannery O'Connorová | také producentka |
| 2023 | Ateliér smrti                 | Grace                |                  |
| 2024 | V hlavě 2                     | Úzkost (hlas)        |                  |

### Televize
| Rok        | Název                               | Role             | Poznámky                 |
| ---------- | ----------------------------------- | ---------------- | ------------------------ |
| 2017       | Malé ženy                           | Jo Marchová      | minisérie                |
| 2018       | Orchard House: Home of Little Women | ona sama         | dokumentární speciál     |
| 2019–dosud | Stranger Things                     | Robin Buckleyová | hlavní role (od 3. řady) |
| 2022       | The Good Lord Bird                  | Annie Brownová   | minisérie                |
| 2023       | Moon Girl and Devil Dinosaur        | Abyss (hlas)     | hostující role           |